# Den Nationale Fotosamling

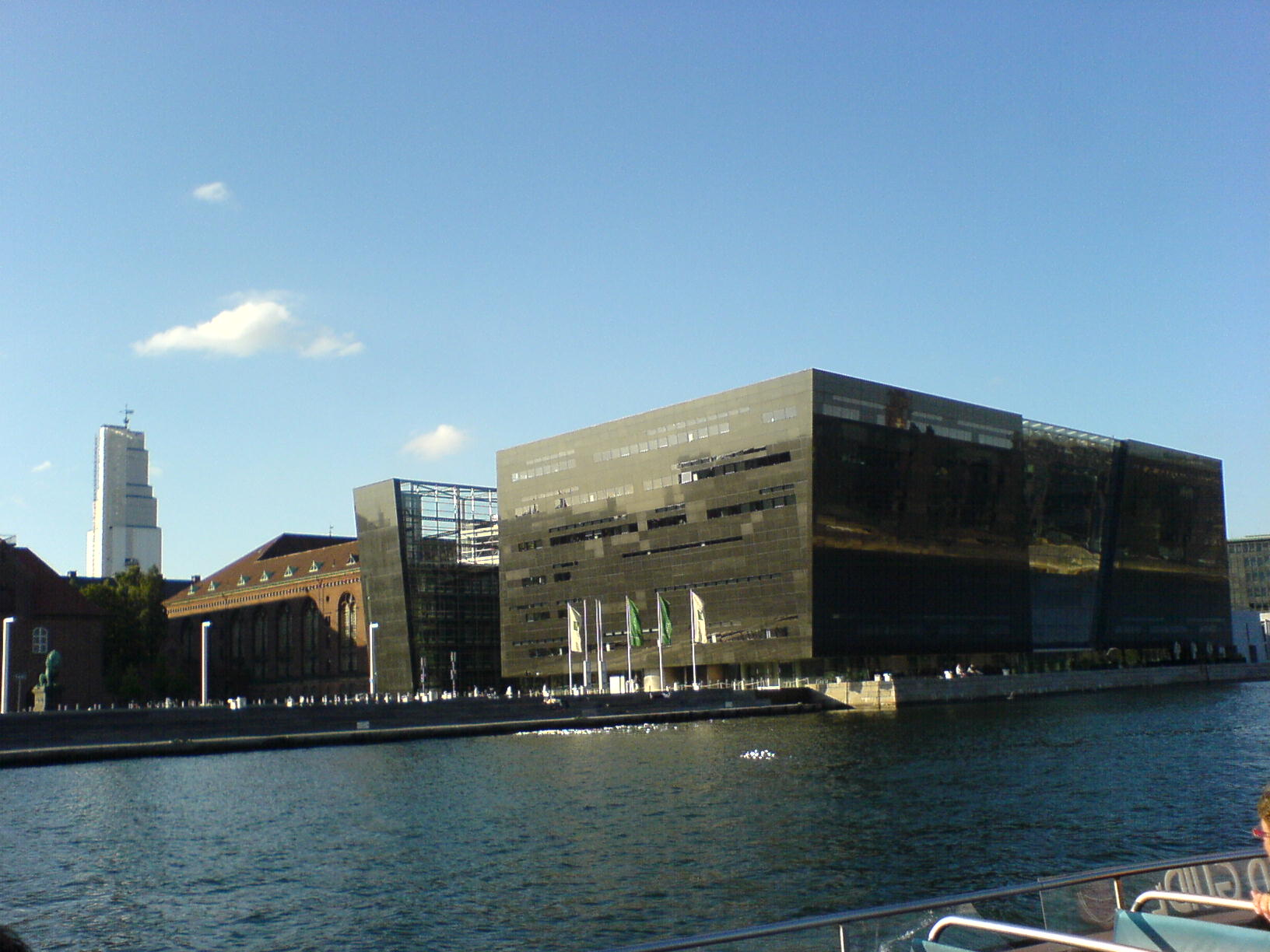
Kopenhagen: Der Schwarze Diamant. Links dahinter die Königliche Bibliothek.

Den Nationale Fotosamling (deutsch Die Nationale Fotosammlung, ehemals Det Nationale Fotomuseum) im Schwarzen Diamanten auf der Insel Slotsholmen in der Innenstadt von Kopenhagen ist das dänische staatliche Museum für Fotografie. Der fotografisch interessierte Besucher findet über 50 000 Werke dänischer und international bekannt gewordener Fotografen vor.

## Gebäude
Das Fotomuseum gehört zur Dänischen Königlichen Bibliothek. Aus dem Foto, rechts ganz oben im Artikel, kann entnommen werden: Der Schwarze Diamant am Inselufer – mit dem Fotomuseum im Kellergeschoss – ist ein moderner Anbau (oder von der Wasserseite aus gesehen, Vorbau) der Dänischen Königlichen Bibliothek.

## Sammlung

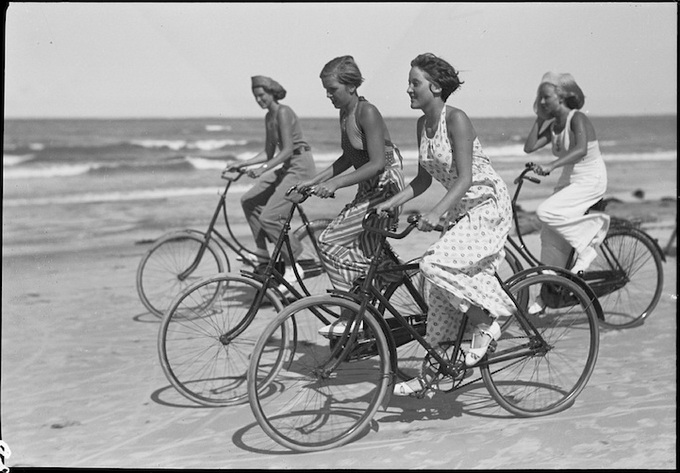
Königliche Bibliothek: Sven Türck: Radfahrerinnen am Strand

Das Dänische Nationale Fotomuseum wurde 1996 gegründet und ist seit 1999 im Schwarzen Diamanten auf 520 m² in der K-Etage neben etlichen anderen Einrichtungen untergebracht.
Die Dänische Königliche Bibliothek sammelt auch Fotodokumente kulturgeschichtlichen Charakters. Inzwischen sind das etwa 18 Millionen Fotos geworden – ein Verdienst des Bibliothekars und Fotohistorikers Bjørn Ochsner (1910–1989). Die ausgestellte Kollektion im Museum, eine strenge Auswahl des Bestandes, spiegelt die Geschichte der Fotografie von ihren Anfängen in den späten 1830er Jahren bis ins videodominierte 21. Jahrhundert. Es liegt im Hause beispielsweise die größte Sammlung von Daguerreotypien im skandinavischen Raum vor. Historische Alben sowie alte gedruckte dänische Bücher mit eingeklebten Fotos sind eine weitere Spezialität des Museums. Erwähnenswert ist auch noch die größte dänische Sammlung von Fotonegativen. Letztere enthält zum Beispiel Negative aus den Werkstätten der Fotografen Holger Damgaard, Julie Laurberg, Rie Nissen, Hans Robertson, Sven Türck, Viggo Rivad und Gregers Nielsen.
Im Museum hängen sowohl Arbeiten dänischer Fotografen und Bildenden Künstler als auch Fotos von einigen bekannten Ausländern:
Dänen
Jette Bang, Helmer Lund Hansen, Jesper Høm, Viggo Rivad, Gregers Nielsen, Tove Kurtzweil, Jørgen Schytte, Marianne Grøndahl, Krass Clement, Kisten Klein, Per Bak Jensen, Joachim Koester, Olafur Eliasson, Ann Lislegaard, Joachim Ladefoged, Søren Lose, Ebbe Stup Wittrup, Katya Sander, Trine Søndergaard, Nicolai Howalt und Astrid Kruse Jensen.
Ausländer
Fotopioniere bis 1894
William Henry Fox Talbot, Maxime Du Camp, Roger Fenton, Julia Margaret Cameron und Oscar Gustave Rejlander.
Fotografen bis 1980
John Thomson, Albert Renger-Patzsch, August Sander, Cecil Beaton und Erich Salomon.
20. und 21. Jahrhundert
Richard Avedon, William Klein, Duane Michals, Henri Cartier-Bresson, Joel-Peter Witkin, David Goldblatt, Tracey Moffatt, Martin Parr, Nan Goldin, Hiroshi Sugimoto, Andreas Gursky, Thomas Ruff, Candida Höfer, Paul Graham und Shirana Shahbazi.